# Hangolófej

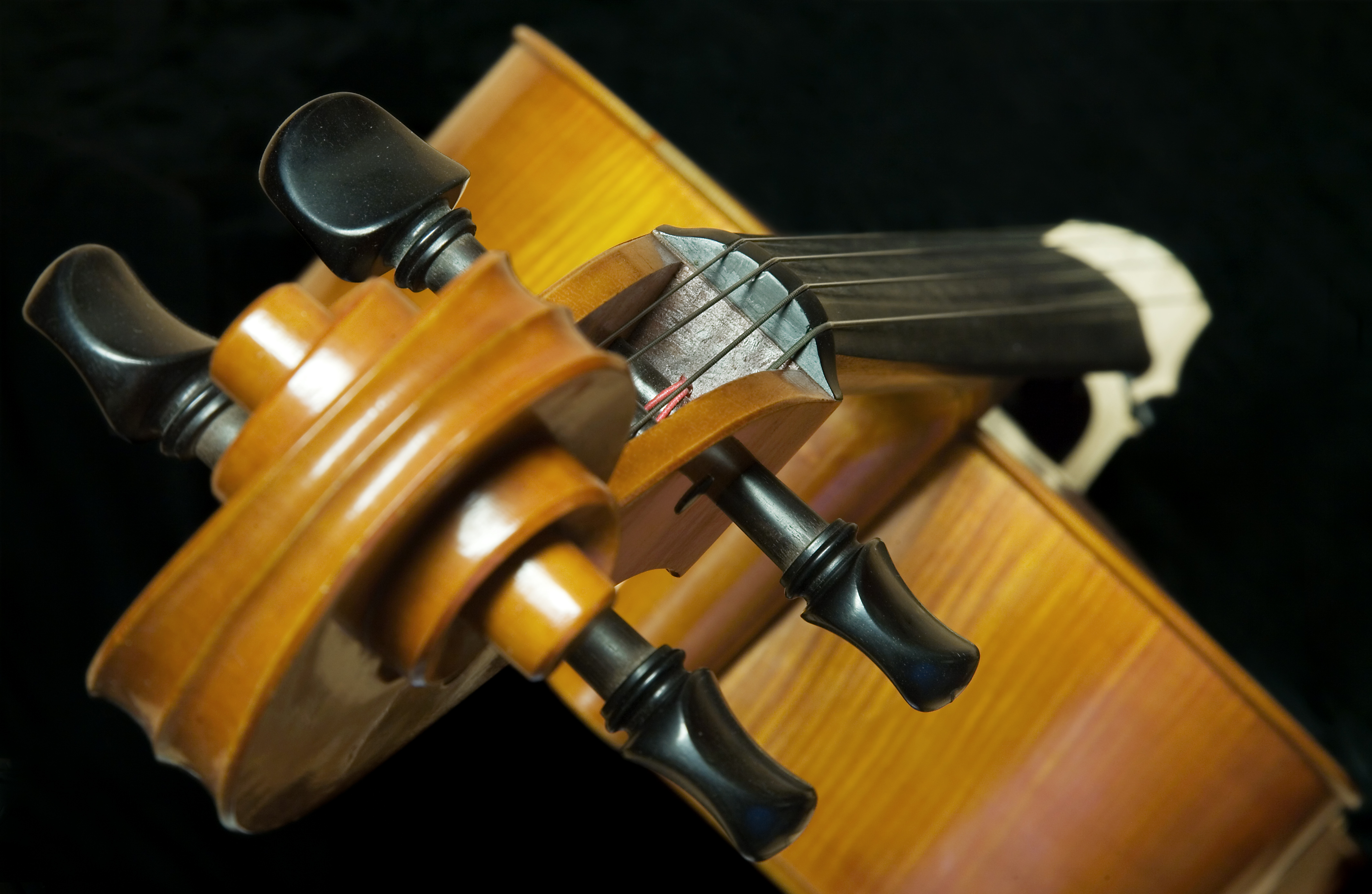
Cselló kulcsszekrénye

A hangolófej vagy kulcstartó, kulcsszekrény a pengetős és vonós lantok nyakának végén található hangszerrész, amelybe a behangolást, vagyis a húrok feszességének beállítását lehetővé tevő hangolókulcsok vagy húrgépek illeszkednek.
Az ókori hosszú nyakú lantoknak, az ezekkel rokon nyugat-afrikai lantoknak nincs hangolófeje: a húrok közvetlenül a hengeres formájú, rúdszerű nyakra vannak külön-külön rákötve, a hangolás e kötések, hurkok tologatásával történik. Ennél kifinomultabb megoldás, amikor a nyakba fúrt lyukakba illeszkedő hangolókulcsokat alkalmaznak.
A nyaktól elkülönült hangolófej legegyszerűbb formája a fogólappal többé-kevésbé párhuzamos lapos hangolófej vagy kulcstartó lap, amelybe a kulcsok elölről vagy hátulról illeszkednek. A középkori Európa húros hangszereinek nagy részén a hangolófej lapos, kör vagy szív alakú, elülső vagy hátulsó állású kulcsokkal. Az ilyen megoldás közép-ázsiai eredetre utal. A gitárnál és a nápolyi mandolinnál is gyakran lapos hangolófejet alkalmaznak, újabban mechanikus húrgépekkel. Régi hangszereken a kulcstartó lap hátul nyitott dobozzá is kiegészülhet, ilyenkor a kulcsok felülről kezelhetők, de a húrok alul, a doboz belsejében tekerednek rájuk.
A hangolófej másik elterjedt formájánál a kulcsok oldalsó állásúak, egy vályúszerű alakzat két oldalán sorakoznak úgy, hogy a vályú mindkét oldalfalának furataiba egyszerre illeszkednek felváltva jobb és bal oldali állásban. A vályús hangolófej lehet egyenes, hátratört, mint a középkori és reneszánsz lantnál, sarló alakú, mint a guiterne-nél vagy a rebeknél, vagy többszörösen ívelt, mint az arab úd, a viola da gamba, a hegedű család tagjai esetében. Az európai hangszertörténetben ez a megoldás a muszlim kultúrkörből származó hangszerekre jellemző.
A modern klasszikus gitár hangolófején két egymás melletti áttört vályú van, a húrgépek két oldalról csatlakoznak a fejhez, a húrgép forgatókulcsai hátsó állásúak. A gitárfej rendszerint a fogólap síkjához képest hátra dől, hogy a felső nyeregben a húrok megtörjenek.